# Tjärnmyrtjärnen (Degerfors socken, Västerbotten, 711269-167767)
Tjärnmyrtjärnen är en sjö i Vindelns kommun i Västerbotten och ingår i Umeälvens huvudavrinningsområde.